# Apavatn
Apavatn is een meer in het zuidwesten van IJsland. Met een wateroppervlakte van ongeveer 14 km² is het een stuk groter dan het naburige meer Laugarvatn, dat iets ten noorden van Apavatn ligt.
Apavatn staat bekend bij vissers als een goede vislocatie, vooral forel komt hier in grote aantallen voor.
Het is niet geheel duidelijk waar de naam vandaan komt. Er wordt gezegd dat de naam van het Oud-IJslandse woord ap afkomstig zou zijn, dat modder of klei zou betekenen. Het woord api bestaat ook, en betekent aap, maar het is zeer onwaarschijnlijk dat de IJslanders dit dier kenden toen ze het meer haar naam gaven.